# Milichiella formosae
Milichiella formosae är en tvåvingeart som beskrevs av Irina Brake, 2009. Milichiella formosae ingår i släktet Milichiella och familjen sprickflugor. Inom Milichiella tillhör arten artgruppen Argentea.

## Utbredning
Artens utbredningsområde är Taiwan.

## Utseende
Kroppslängden är 4,1 mm och vinglängden 3,3-3,5 mm, vilket betyder att Milichiella formosae är en relativt stor art inom Milichiella. Kropp och huvud är svarta, ögonen är gula och vingarna är genomskinliga med bruna vener. Honor har gula halterer medan hannar har svarta.

## Levnadssätt
Inget är känt om artens levnadssätt.